# Somaliagråsparv
Somaliagråsparv (Passer castanopterus) är en fågel i familjen sparvfinkar inom ordningen tättingar.

## Utseende och läten
Somaliagråsparven är en 13-14 cm lång sparvfink, nära släkt med gråsparven. Hanen skiljer sig från denna (och kenyasparven som den delar utbredningsområde med) genom kastanjebrun hjässa och nacke, ej grå. Vidare är övergumpen och den har gul anstrykning på kinder och undersida. Honan är mycket lik hona gråsparv, men är gulaktig på buken. Mörka ögon och mer färglös ovansida (utan inslag av kastanjebrunt) skiljer den från hona kenyasparv. Lätet är mycket lik gråsparvens, i engelsk litteratur återgivet som "chirrup".

Illustration av hane somaliagråsparv.

## Utbredning och systematik
Somaliagråsparv delas in i två underarter med följande utbredning:
- Passer castanopterus castanopterus – förekommer i östra Etiopien och Somalia
- Passer castanopterus fulgens – förekommer från allra sydvästligaste Etiopien till norra centrala Kenya

Tillfälligt har den setts i Storbritannien, men den anses osannolikt att den nått dit på naturlig väg.
Arten har hybridiserat med gråsparv i Etiopien. Den har tidigare ibland ansetts vara samma art som asiatiska kanelsparven, men likheterna dem emellan är troligen ett resultat av konvergens snarare än nära släktskap.

## Levnadssätt
Somaliagråsparven hittas i torrt och öppet landskap med spridda buskar upp till 1500 meters höjd. Den ses även utmed klippiga kuster och bland bebyggelse. Födan består av frön och säd. Fågeln häckar mellan februari och juli, enstaka eller i lösa kolonier och ibland tillsammans med sudanguldsparv. Utanför häckningstid rör den sig nomadiskt i stora flockar.

## Status och hot
Arten har ett stort utbredningsområde och en stor population med stabil utveckling och tros inte vara utsatt för något substantiellt hot. Utifrån dessa kriterier kategoriserar internationella naturvårdsunionen IUCN arten som livskraftig (LC). Världspopulationen har inte uppskattats men den beskrivs som vanlig eller mycket vanlig, dock ovanlig i norra Kenya.